# Мясищев, Владимир Николаевич
Влади́мир Никола́евич Мя́сищев (11 июля 1893 — 4 октября 1973) — советский психиатр и медицинский психолог, исследователь проблем человеческих способностей и отношений, основатель ленинградской (петербургской) школы психотерапии. Был учеником В. М. Бехтерева и А. Ф. Лазурского. Доктор медицинских наук, профессор. Член-корреспондент АПН СССР.

## Биография
Родился 11 июля 1893 года в семье мирового судьи, работавшего в Лифляндии.
В 1912 году поступил на медицинский факультет Санкт-Петербургского психоневрологического института, закончил его по специальности «врач-психиатр» и уже спустя два года (1914) появилась первая научная работа В. Н. Мясищева: «Научно-характерологический анализ литературных типов» (с анализом трилогии Л. Н. Толстого «Детство. Отрочество. Юность»).
Ввиду денежных затруднений, В. Н. Мясищеву приходилось прерывать учёбу и работать, вследствие чего он окончил институт лишь в 1919 году.
В 1919—1921 годах он работал в лаборатории труда Института мозга.
С 1939 года — директор Ленинградского научно-исследовательского института им. В. М. Бехтерева.

## Психология отношений
Приняв тезис Маркса и Энгельса о том, что сущность человека представляет собой совокупность общественных отношений, В. Н. Мясищев разработал психологию отношений и на её основе развил концепцию психогений и патогенетической, или психогенетической, психотерапии; при этом он воспринял ряд идей психоанализа.

## Концепция невроза
В. Н. Мясищев, выступая с критикой одностороннего биолого-физиологического понимания неврозов, усматривавшего их причину в конституциональной слабости или неполноценности нервной системы, обосновывал положение о том, что наиболее важным фактором в возникновении неврозов является «ситуативная недостаточность», проявляющаяся в том, что даже достаточно сильные и испытанные жизнью люди не справляются с известными ситуациями, тогда как многие лица со слабой нервной системой справляются с аналогичной ситуацией и не заболевают. Например, для гипертимной личности монотонно однообразная обстановка трудно выносима, тогда как для вялого и астеничного она является желательной и, наоборот, трудной оказывается обстановка напряженных требований.

Эта идея «ситуативной недостаточности» впоследствии была переработана А. Е. Личко (1977) и трансформирована им в понятие «места наименьшего сопротивления» акцентуированной личности. — Александров А. А. Личностно-ориентированные методы психотерапии. — СПб.: «Речь», 2000. — С. 128. — ISBN 5-9268-0020-X

Могила В. Н. Мясищева на Богословском кладбище Санкт-Петербурга;
Братская дорожка, уч. 74.

## Награды
В. Н. Мясищев был награждён орденом Ленина, двумя орденами Трудового Красного Знамени и рядом медалей. За выдающийся вклад в развитие медицинской науки и здравоохранения ему в 1964 году присвоено почётное звание заслуженного деятеля науки РСФСР.

## Сочинения
- Работоспособность и болезненные личности. 1936;
- Психические особенности человека. Характер, способности. Т. 1-2, (совм. с А. Г. Ковалевым), М., 1957;
- Личность и неврозы, М., 1960;
- Введение в медицинскую психологию. М., 1966 (совм. с М. С. Лебединским).
- Личность и неврозы. Л., Изд-во Ленингр. ун-та, 1960. 426 с.
- Основные проблемы и современное состояние психологии отношений // Психологическая наука в СССР. — М., Изд-во АПН РСФСР, 1960. — Т. II. — С. 110—125.